# Torneo Clausura 2018 (Liga MX Femenil)
El Torneo Clausura 2018 fue la II edición del campeonato de liga de la Primera División Femenil de México.
La Primera División Femenil de México, conocida también como Liga MX Femenil, es la principal liga de fútbol profesional femenil en México. Está regulada por la Federación Mexicana de Fútbol  e integrada por 16 clubes de 18 que conforman la Liga MX.

## Sistema de competición
El torneo de la Primera División Femenil de México, está conformado en dos partes:
- Fase de calificación: Se integra por las 14 jornadas del torneo.
- Fase final: Se integra por los partidos de semifinal y final.

### Fase de clasificación
En la fase de clasificación se observará el sistema de puntos. La ubicación en cada grupo está sujeta a lo siguiente:
- Por juego ganado se obtendrán tres puntos.
- Por juego empatado se obtendrá un punto.
- Por juego perdido no se otorgan puntos.

En esta fase participan los 16 clubes de la Liga MX Femenil dividiéndose en dos grupos de 8, enfrentándose cada equipo a visita recíproca.
El orden de los clubes al final de la fase de calificación del torneo corresponderá a la suma de los puntos obtenidos por cada uno de ellos y se presentará en forma descendente. Si al finalizar las 14 jornadas del torneo, dos o más clubes estuviesen empatados en puntos, su posición en la tabla general será determinada atendiendo a los siguientes criterios de desempate:
1. Mejor diferencia entre los goles anotados y recibidos y goles.
2. Mayor número de goles anotados.
3. Marcadores particulares entre los clubes empatados.
4. Mayor número de goles anotados como visitante.
5. Mejor ubicado en la tabla general de cociente
6. Tabla Fair Play
7. Sorteo.

Participan automáticamente por el título de Campeón de la Liga MX Femenil, los 2 primeros clubes de cada grupo de al término de las 14 jornadas.

## Información de los equipos

### Equipos por Entidad Federativa
Para el II torneo de la liga, la entidad federativa de los Estados Unidos Mexicanos con más equipos en la Primera División Femenil fue la Ciudad de México con tres equipos.
| Santos Pachuca Monterrey Tigres Monarcas Atlas Guadalajara Tijuana Toluca América Cruz Azul UNAM León Tiburones Rojos Querétaro Necaxa |

| Entidad Federativa | N.º | Equipos                    |
| ------------------ | --- | -------------------------- |
| Ciudad de México   | 3   | América, Cruz Azul y Pumas |
| Jalisco            | 2   | Atlas y Guadalajara        |
| Nuevo León         | 2   | Monterrey y Tigres         |
| Aguascalientes     | 1   | Necaxa                     |
| Baja California    | 1   | Xolos de Tijuana           |
| Coahuila           | 1   | Santos Laguna              |
| Estado de México   | 1   | Toluca                     |
| Guanajuato         | 1   | León                       |
| Hidalgo            | 1   | Pachuca                    |
| Michoacán          | 1   | Monarcas                   |
| Querétaro          | 1   | Querétaro                  |
| Veracruz           | 1   | Tiburones Rojos            |

## Torneo Regular
- El Calendario completo según la página oficial.
- Los horarios son correspondientes al Tiempo del Centro de México (UTC-6 y UTC-5 en horario de verano).

| 2 | Necaxa    | 0 - 2 | Tigres      | Victoria                  | 5 de enero | 16:00 | 625   | 1 | 0 |
| 1 | Veracruz  | 1 - 0 | Pachuca     | Luis "Pirata" Fuente      | 6 de enero | 9:00  | 865   | 1 | 1 |
| 2 | Atlas     | 4 - 2 | Santos      | Alfredo "Pistache" Torres | 6 de enero | 11:00 | 500   | 1 | 1 |
| 2 | Querétaro | 1 - 1 | Guadalajara | Corregidora               | 6 de enero | 16:00 | 7,500 | 1 | 0 |
| 1 | América   | 1 - 2 | Toluca      | Azteca                    | 6 de enero | 16:00 | 1,480 | 0 | 0 |
| 2 | Monterrey | 6 - 1 | León        | BBVA Bancomer             | 7 de enero | 10:30 | 200   | 3 | 0 |
| 1 | Cruz Azul | 1 - 0 | UNAM        | Azul                      | 7 de enero | 11:00 | 1,758 | 3 | 1 |
| 1 | Tijuana   | 2 - 2 | Morelia     | Caliente                  | 8 de enero | 21:00 | 733   | 2 | 0 |

| 1 | UNAM        | 3 - 0 | Tijuana   | La Cantera    | 12 de enero | 16:00 | 538   | 1 | 0 |
| 2 | León        | 1 - 2 | Necaxa    | León          | 12 de enero | 17:00 | 3,000 | 1 | 0 |
| 1 | Morelia     | 0 - 1 | Veracruz  | Morelos       | 13 de enero | 16:00 | 1,215 | 1 | 0 |
| 2 | Guadalajara | 2 - 0 | Monterrey | Akron         | 13 de enero | 16:30 | 2,003 | 2 | 0 |
| 2 | Tigres      | 2 - 0 | Atlas     | Universitario | 13 de enero | 21:00 | 2,320 | 1 | 0 |
| 1 | Toluca      | 1 - 1 | Cruz Azul | Nemesio Diez  | 15 de enero | 17:00 | 6,498 | 3 | 0 |
| 1 | Pachuca     | 2 - 3 | América   | Hidalgo       | 15 de enero | 19:00 | 7,508 | 0 | 0 |
| 2 | Santos      | 3 - 1 | Querétaro | TSM Corona    | 15 de enero | 21:00 | 1,112 | 3 | 0 |

| 1 | Cruz Azul | 0 - 2 | Pachuca     | Azul                      | 19 de enero | 16:00 | 280   | 2 | 0 |
| 2 | Necaxa    | 1 - 2 | Guadalajara | Victoria                  | 19 de enero | 16:00 | 3,724 | 2 | 0 |
| 2 | Atlas     | 0 - 1 | León        | Alfredo "Pistache" Torres | 20 de enero | 11:00 | 552   | 4 | 0 |
| 1 | Morelia   | 0 - 0 | UNAM        | Morelos                   | 20 de enero | 12:30 | 1,507 | 0 | 0 |
| 1 | América   | 4 - 0 | Veracruz    | Azteca                    | 20 de enero | 16:00 | 1,664 | 2 | 0 |
| 2 | Monterrey | 2 - 0 | Querétaro   | BBVA Bancomer             | 21 de enero | 10:30 | 200   | 0 | 0 |
| 1 | Tijuana   | 1 - 2 | Toluca      | Caliente                  | 22 de enero | 21:00 | 933   | 2 | 0 |
| 2 | Santos    | 0 - 2 | Tigres      | TSM Corona                | 22 de enero | 21:00 | 1,473 | 2 | 0 |

| 2 | León        | 0 - 1 | Santos    | León                 | 26 de enero | 10:00 | 200   | 0 | 0 |
| 1 | Veracruz    | 0 - 3 | UNAM      | Luis "Pirata" Fuente | 27 de enero | 9:00  | 500   | 0 | 0 |
| 2 | Querétaro   | 3 - 2 | Tigres    | Corregidora          | 27 de enero | 11:00 | 1,290 | 3 | 0 |
| 2 | Guadalajara | 3 - 1 | Atlas     | Akron                | 27 de enero | 16:30 | 1,903 | 4 | 0 |
| 2 | Monterrey   | 8 - 0 | Necaxa    | BBVA Bancomer        | 28 de enero | 10:30 | 200   | 1 | 0 |
| 1 | América     | 7 - 1 | Cruz Azul | Azteca               | 28 de enero | 18:00 | 3,538 | 0 | 0 |
| 1 | Toluca      | 3 - 0 | Morelia   | Nemesio Diez         | 29 de enero | 16:00 | 3,796 | 0 | 0 |
| 1 | Pachuca     | 1 - 0 | Tijuana   | Hidalgo              | 29 de enero | 19:00 | 260   | 0 | 0 |

| 1 | Cruz Azul | 0 - 1 | Veracruz    | Azul                      | 2 de febrero | 11:00 | 115   | 3 | 0 |
| 2 | Necaxa    | 0 - 2 | Querétaro   | Victoria                  | 2 de febrero | 16:00 | 456   | 2 | 0 |
| 2 | Tigres    | 6 - 1 | León        | La Cueva                  | 3 de febrero | 9:00  | 250   | 2 | 0 |
| 2 | Atlas     | 2 - 4 | Monterrey   | Alfredo "Pistache" Torres | 3 de febrero | 11:00 | 380   | 1 | 0 |
| 1 | UNAM      | 1 - 2 | Toluca      | La Cantera                | 3 de febrero | 12:00 | 493   | 3 | 0 |
| 1 | Morelia   | 1 - 7 | Pachuca     | Morelos                   | 3 de febrero | 12:30 | 950   | 0 | 0 |
| 2 | Santos    | 1 - 4 | Guadalajara | TSM Corona                | 5 de febrero | 21:00 | 3,285 | 1 | 0 |
| 1 | Tijuana   | 0 - 1 | América     | Caliente                  | 5 de febrero | 21:00 | 3,633 | 3 | 0 |

| 2 | Necaxa      | 2 - 0 | Atlas   | Victoria             | 9 de febrero  | 16:00 | 269   | 0 | 0 |
| 1 | Cruz Azul   | 1 - 0 | Tijuana | Azul                 | 9 de febrero  | 16:00 | 200   | 4 | 0 |
| 2 | Querétaro   | 4 - 2 | León    | Corregidora          | 10 de febrero | 11:00 | 1,357 | 4 | 0 |
| 2 | Guadalajara | 1 - 2 | Tigres  | Verde Valle          | 10 de febrero | 16:00 | 1,184 | 5 | 0 |
| 1 | Veracruz    | 0 - 1 | Toluca  | Luis "Pirata" Fuente | 10 de febrero | 17:30 | 985   | 0 | 0 |
| 2 | Monterrey   | 2 - 1 | Santos  | BBVA Bancomer        | 11 de febrero | 10:30 | 200   | 4 | 0 |
| 1 | Pachuca     | 0 - 2 | UNAM    | Hidalgo              | 12 de febrero | 19:00 | 3,000 | 1 | 0 |
| 1 | América     | 6 - 1 | Morelia | Azteca               | 12 de febrero | 20:00 | 427   | 0 | 0 |

| 2 | Atlas   | 1 - 1 | Querétaro   | Alfredo "Pistache" Torres | 17 de febrero | 11:00 | 220    | 1 | 0 |
| 1 | UNAM    | 1 - 1 | América     | La Cantera                | 17 de febrero | 12:00 | 900    | 1 | 1 |
| 1 | Morelia | 1 - 1 | Cruz Azul   | Morelos                   | 17 de febrero | 12:30 | 1,190  | 6 | 2 |
| 1 | Toluca  | 0 - 3 | Pachuca     | Nemesio Diez              | 19 de febrero | 18:00 | 4,921  | 2 | 2 |
| 2 | Tigres  | 0 - 2 | Monterrey   | Universitario             | 19 de febrero | 20:00 | 13,506 | 1 | 0 |
| 2 | León    | 0 - 3 | Guadalajara | León                      | 19 de febrero | 21:00 | 8,000  | 2 | 0 |
| 2 | Santos  | 2 - 0 | Necaxa      | TSM Corona                | 19 de febrero | 21:00 | 773    | 3 | 0 |
| 1 | Tijuana | 1 - 1 | Veracruz    | Caliente                  | 19 de febrero | 21:00 | 1,133  | 2 | 0 |

| 1 | UNAM        | 3 - 0 | Cruz Azul | La Cantera    | 24 de febrero | 12:00 | 520    | 2 | 0 |
| 1 | Morelia     | 0 - 1 | Tijuana   | Morelos       | 24 de febrero | 12:30 | 1,376  | 0 | 0 |
| 2 | Guadalajara | 2 - 0 | Querétaro | Verde Valle   | 25 de febrero | 09:00 | 779    | 2 | 0 |
| 1 | Toluca      | 1 - 1 | América   | Nemesio Diez  | 26 de febrero | 18:00 | 10,768 | 0 | 0 |
| 1 | Pachuca     | 0 - 0 | Veracruz  | Hidalgo       | 26 de febrero | 19:00 | 2,346  | 2 | 0 |
| 2 | Tigres      | 4 - 0 | Necaxa    | Universitario | 26 de febrero | 20:00 | 2,532  | 1 | 0 |
| 2 | León        | 2 - 4 | Monterrey | León          | 26 de febrero | 21:00 | 3,000  | 1 | 0 |
| 2 | Santos      | 2 - 0 | Atlas     | TSM Corona    | 26 de febrero | 21:00 | 922    | 1 | 0 |

| 2 | Necaxa    | 2 - 2 | León        | Victoria                  | 2 de marzo | 16:00 | 371   | 6 | 0 |
| 1 | Cruz Azul | 0 - 1 | Toluca      | Azul                      | 2 de marzo | 16:00 | 158   | 2 | 0 |
| 2 | Querétaro | 1 - 2 | Santos      | Corregidora               | 3 de marzo | 11:00 | 1,039 | 3 | 0 |
| 2 | Atlas     | 1 - 3 | Tigres      | Alfredo "Pistache" Torres | 3 de marzo | 11:00 | 340   | 1 | 0 |
| 1 | Veracruz  | 2 - 0 | Morelia     | Luis "Pirata" Fuente      | 3 de marzo | 16:00 | 495   | 1 | 0 |
| 1 | América   | 2 - 1 | Pachuca     | Azteca                    | 3 de marzo | 16:00 | 1,147 | 3 | 0 |
| 2 | Monterrey | 1 - 1 | Guadalajara | BBVA Bancomer             | 5 de marzo | 21:00 | 3,072 | 3 | 0 |
| 1 | Tijuana   | 0 - 0 | UNAM        | Caliente                  | 5 de marzo | 21:00 | 733   | 1 | 0 |

| 2 | León        | 4 - 1 | Atlas     | León                 | 9 de marzo  | 17:00 | 900   | 1 | 0 |
| 1 | Veracruz    | 1 - 1 | América   | Luis "Pirata" Fuente | 10 de marzo | 09:00 | 865   | 3 | 0 |
| 2 | Querétaro   | 1 - 7 | Monterrey | Corregidora          | 10 de marzo | 11:00 | 868   | 0 | 1 |
| 1 | UNAM        | 2 - 0 | Morelia   | La Cantera           | 10 de marzo | 12:00 | 485   | 0 | 0 |
| 2 | Guadalajara | 1 - 2 | Necaxa    | Verde Valle          | 11 de marzo | 12:30 | 1,353 | 2 | 0 |
| 1 | Toluca      | 3 - 0 | Tijuana   | Nemesio Diez         | 12 de marzo | 18:00 | 5,321 | 2 | 0 |
| 1 | Pachuca     | 4 - 0 | Cruz Azul | Hidalgo              | 12 de marzo | 19:00 | 3,160 | 0 | 0 |
| 2 | Tigres      | 2 - 1 | Santos    | Universitario        | 12 de marzo | 20:00 | 2,815 | 2 | 0 |

| 2 | Necaxa    | 0 - 2 | Monterrey   | Victoria                  | 16 de marzo | 16:00 | 416   | 1 | 1 |
| 2 | Atlas     | 1 - 3 | Guadalajara | Alfredo "Pistache" Torres | 17 de marzo | 11:00 | 948   | 2 | 0 |
| 1 | UNAM      | 2 - 1 | Veracruz    | La Cantera                | 17 de marzo | 12:00 | 550   | 4 | 1 |
| 1 | Cruz Azul | 0 - 4 | América     | Azul                      | 18 de marzo | 11:00 | 1,414 | 0 | 0 |
| 2 | Tigres    | 7 - 0 | Querétaro   | La Cueva                  | 18 de marzo | 18:00 | 3,450 | 0 | 0 |
| 1 | Morelia   | 1 - 3 | Toluca      | Morelos                   | 19 de marzo | 16:00 | 2,218 | 0 | 0 |
| 2 | Santos    | 4 - 2 | León        | TSM Corona                | 19 de marzo | 21:00 | 1,151 | 3 | 0 |
| 1 | Tijuana   | 2 - 4 | Pachuca     | Caliente                  | 19 de marzo | 21:00 | 1,733 | 1 | 0 |

| 2 | León        | 2 - 2 | Tigres    | León          | 23 de marzo | 17:00 | 900    | 1 | 0 |
| 1 | Veracruz    | 2 - 1 | Cruz Azul | CAR Cancha 1  | 24 de marzo | 9:00  | 320    | 0 | 0 |
| 2 | Querétaro   | 4 - 1 | Necaxa    | Corregidora   | 24 de marzo | 11:00 | 636    | 2 | 0 |
| 2 | Guadalajara | 0 - 1 | Santos    | Verde Valle   | 25 de marzo | 12:30 | 1,316  | 2 | 1 |
| 1 | Toluca      | 0 - 1 | UNAM      | Nemesio Diez  | 26 de marzo | 18:00 | 10,421 | 0 | 0 |
| 1 | Pachuca     | 4 - 1 | Morelia   | Hidalgo       | 26 de marzo | 19:00 | 11,237 | 0 | 0 |
| 1 | América     | 3 - 0 | Tijuana   | Azteca        | 26 de marzo | 20:00 | 961    | 1 | 0 |
| 2 | Monterrey   | 6 - 1 | Atlas     | BBVA Bancomer | 26 de marzo | 21:00 | 2,914  | 0 | 0 |

| 2 | León    | 2 - 2  | Querétaro   | León                      | 30 de marzo | 17:00 | 1,100 | 2 | 0 |
| 2 | Atlas   | 3 - 0  | Necaxa      | Alfredo "Pistache" Torres | 31 de marzo | 11:00 | 410   | 2 | 0 |
| 1 | UNAM    | 0 - 1  | Pachuca     | La Cantera                | 31 de marzo | 12:00 | 940   | 6 | 2 |
| 1 | Morelia | 1 - 12 | América     | Morelos                   | 2 de abril  | 16:00 | 1,730 | 3 | 0 |
| 1 | Toluca  | 2 - 0  | Veracruz    | Nemesio Diez              | 2 de abril  | 18:00 | 8,795 | 0 | 0 |
| 2 | Tigres  | 2 - 5  | Guadalajara | Universitario             | 2 de abril  | 20:00 | 6,716 | 3 | 0 |
| 2 | Santos  | 0 - 1  | Monterrey   | TSM Corona                | 2 de abril  | 21:00 | 2,101 | 2 | 0 |
| 1 | Tijuana | 0 - 0  | Cruz Azul   | Caliente                  | 2 de abril  | 21:00 | 1,333 | 4 | 0 |

| 2 | Necaxa      | 0 - 1 | Santos  | Victoria             | 6 de abril | 16:00 | 383   | 2 | 0 |
| 1 | Veracruz    | 0 - 4 | Tijuana | Luis "Pirata" Fuente | 7 de abril | 09:00 | 243   | 1 | 0 |
| 2 | Querétaro   | 1 - 0 | Atlas   | Corregidora          | 7 de abril | 11:00 | 817   | 3 | 0 |
| 2 | Guadalajara | 2 - 0 | León    | Verde Valle          | 7 de abril | 16:00 | 1,028 | 1 | 0 |
| 1 | Cruz Azul   | 3 - 0 | Morelia | Azul                 | 8 de abril | 10:00 | 739   | 5 | 1 |
| 2 | Monterrey   | 0 - 2 | Tigres  | El Barrial           | 8 de abril | 10:30 | 500   | 0 | 0 |
| 1 | Pachuca     | 3 - 1 | Toluca  | Hidalgo              | 9 de abril | 19:00 | 4,332 | 2 | 0 |
| 1 | América     | 1 - 0 | UNAM    | Azteca               | 9 de abril | 20:00 | 4,240 | 0 | 0 |

## Tablas
| Simbología |
| --- |
| Pos – Posición; PJ – Partidos Jugados; PG - Partidos Ganados; PE - Partidos Empatados; PP - Partidos Perdidos; GF – Goles a Favor; GC – Goles en Contra; DIF – Diferencia de Goles; PTS - Puntos. |

|  | Líder, Clasifica a Semifinal (1º Lugar). |
|  | Clasifica a Semifinal (2º Lugar).        |

Fecha de actualización: 10 de abril de 2018

### Grupo 1
|    | Equipos    | PJ | PG | PE | PP | GF | GC | Dif. | Pts. |
| -- | ---------- | -- | -- | -- | -- | -- | -- | ---- | ---- |
| 1. | América    | 14 | 10 | 3  | 1  | 47 | 11 | 36   | 33   |
| 2. | Toluca     | 14 | 9  | 2  | 3  | 22 | 13 | 9    | 29   |
| 3. | Pachuca    | 14 | 9  | 1  | 4  | 32 | 13 | 19   | 28   |
| 4. | Pumas UNAM | 14 | 7  | 3  | 4  | 18 | 7  | 11   | 24   |
| 5. | Veracruz   | 14 | 5  | 3  | 6  | 10 | 19 | -9   | 18   |
| 6. | Cruz Azul  | 14 | 3  | 3  | 8  | 9  | 26 | -17  | 12   |
| 7. | Tijuana    | 14 | 2  | 4  | 8  | 11 | 21 | -10  | 10   |
| 8. | Morelia    | 14 | 0  | 3  | 11 | 8  | 47 | -39  | 3    |

### Grupo 2
|    | Equipos       | PJ | PG | PE | PP | GF | GC | Dif. | Pts. |
| -- | ------------- | -- | -- | -- | -- | -- | -- | ---- | ---- |
| 1. | Monterrey     | 14 | 11 | 1  | 2  | 45 | 13 | 32   | 34   |
| 2. | Tigres UANL   | 14 | 10 | 1  | 3  | 38 | 16 | 22   | 31   |
| 3. | Guadalajara   | 14 | 9  | 2  | 3  | 29 | 13 | 16   | 29   |
| 4. | Santos Laguna | 14 | 8  | 0  | 6  | 21 | 19 | 2    | 24   |
| 5. | Querétaro     | 14 | 5  | 3  | 6  | 21 | 32 | -11  | 18   |
| 6. | Necaxa        | 14 | 3  | 1  | 10 | 10 | 34 | -24  | 10   |
| 7. | León          | 14 | 2  | 3  | 9  | 20 | 39 | -19  | 9    |
| 8. | Atlas         | 14 | 2  | 1  | 11 | 15 | 34 | -19  | 7    |

### General
|     | Equipos       | PJ | PG | PE | PP | GF | GC | Dif. | Pts. |
| --- | ------------- | -- | -- | -- | -- | -- | -- | ---- | ---- |
| 1.  | Monterrey     | 14 | 11 | 1  | 2  | 45 | 13 | 32   | 34   |
| 2.  | América       | 14 | 10 | 3  | 1  | 47 | 11 | 36   | 33   |
| 3.  | Tigres UANL   | 14 | 10 | 1  | 3  | 38 | 16 | 22   | 31   |
| 4.  | Guadalajara   | 14 | 9  | 2  | 3  | 29 | 13 | 16   | 29   |
| 5.  | Toluca        | 14 | 9  | 2  | 3  | 22 | 13 | 9    | 29   |
| 6.  | Pachuca       | 14 | 9  | 1  | 4  | 32 | 13 | 19   | 28   |
| 7.  | Pumas UNAM    | 14 | 7  | 3  | 4  | 18 | 7  | 11   | 24   |
| 8.  | Santos Laguna | 14 | 8  | 0  | 6  | 21 | 19 | 2    | 24   |
| 9.  | Veracruz      | 14 | 5  | 3  | 6  | 10 | 19 | -9   | 18   |
| 10. | Querétaro     | 14 | 5  | 3  | 6  | 21 | 32 | -11  | 18   |
| 11. | Cruz Azul     | 14 | 3  | 3  | 8  | 9  | 26 | -17  | 12   |
| 12. | Tijuana       | 14 | 2  | 4  | 8  | 11 | 21 | -10  | 10   |
| 13. | Necaxa        | 14 | 3  | 1  | 10 | 10 | 34 | -24  | 10   |
| 14. | León          | 14 | 2  | 3  | 9  | 20 | 39 | -19  | 9    |
| 15. | Atlas         | 14 | 2  | 1  | 11 | 15 | 34 | -19  | 7    |
| 16. | Morelia       | 14 | 0  | 3  | 11 | 8  | 47 | -39  | 3    |

## Liguilla
|  | Semifinales                                                      | Semifinales                                                      | Semifinales                                                      | Semifinales                                                      | Semifinales                                                      |   |       | Final                                                | Final                                                | Final                                                | Final                                                | Final                                                |  |
|  | 15 y 16 de abril de 2018 (ida) 22 y 23 de abril de 2018 (vuelta) | 15 y 16 de abril de 2018 (ida) 22 y 23 de abril de 2018 (vuelta) | 15 y 16 de abril de 2018 (ida) 22 y 23 de abril de 2018 (vuelta) | 15 y 16 de abril de 2018 (ida) 22 y 23 de abril de 2018 (vuelta) | 15 y 16 de abril de 2018 (ida) 22 y 23 de abril de 2018 (vuelta) |   |       | 27 de abril de 2018 (ida) 4 de mayo de 2018 (vuelta) | 27 de abril de 2018 (ida) 4 de mayo de 2018 (vuelta) | 27 de abril de 2018 (ida) 4 de mayo de 2018 (vuelta) | 27 de abril de 2018 (ida) 4 de mayo de 2018 (vuelta) | 27 de abril de 2018 (ida) 4 de mayo de 2018 (vuelta) |  |
|  |                                                                  |                                                                  |                                                                  |                                                                  |                                                                  |   |       |                                                      |                                                      |                                                      |                                                      |                                                      |  |
|  |                                                                  |                                                                  |                                                                  |                                                                  |                                                                  |   |       |                                                      |                                                      |                                                      |                                                      |                                                      |  |
|  | 1                                                                | Monterrey                                                        | 0                                                                | 4                                                                | 4                                                                |   |       |                                                      |                                                      |                                                      |                                                      |                                                      |  |
|  | 1                                                                | Monterrey                                                        | 0                                                                | 4                                                                | 4                                                                |   |       |                                                      |                                                      |                                                      |                                                      |                                                      |  |
|  | 5                                                                | Toluca                                                           | 0                                                                | 1                                                                | 1                                                                |   |       |                                                      |                                                      |                                                      |                                                      |                                                      |  |
|  | 5                                                                | Toluca                                                           | 0                                                                | 1                                                                | 1                                                                |   | 1     | Monterrey                                            | 2                                                    | 2                                                    | 2 (2)                                                |                                                      |  |
|  |                                                                  |                                                                  |                                                                  |                                                                  |                                                                  |   | 1     | Monterrey                                            | 2                                                    | 2                                                    | 2 (2)                                                |                                                      |  |
|  |                                                                  |                                                                  | 3                                                                | Tigres (p.)                                                      | 2                                                                | 2 | 4 (4) |                                                      |                                                      |                                                      |                                                      |                                                      |  |
|  | 2                                                                | América                                                          | 3                                                                | Tigres (p.)                                                      | 2                                                                | 2 | 4 (4) | 0                                                    | 2                                                    | 2                                                    |                                                      |                                                      |  |
|  | 2                                                                | América                                                          |                                                                  |                                                                  |                                                                  |   |       | 0                                                    | 2                                                    | 2                                                    |                                                      |                                                      |  |
|  | 3                                                                | Tigres                                                           | 3                                                                | 1                                                                | 4                                                                |   |       |                                                      |                                                      |                                                      |                                                      |                                                      |  |
|  | 3                                                                | Tigres                                                           | 3                                                                | 1                                                                | 4                                                                |   |       |                                                      |                                                      |                                                      |                                                      |                                                      |  |
|  |                                                                  |                                                                  |                                                                  |                                                                  |                                                                  |   |       |                                                      |                                                      |                                                      |                                                      |                                                      |  |

### Semifinales

#### América - Tigres
| 16 de abril de 2018, 20:00 | Tigres                                                     | 3:0 (3:0) | América | Universitario, Nuevo León                                                |                                                                          |
|                            | Blanca Solís 17' · Carolina Jaramillo 41' · Belén Cruz 46' | Reporte   |         | Asistencia: 14,118 espectadores Árbitro(s): Priscila Eritzel Pérez Borja | Asistencia: 14,118 espectadores Árbitro(s): Priscila Eritzel Pérez Borja |

| 22 de abril de 2018, 17:00                      | América                                            | 2:1 (1:0) | Tigres             | Estadio Azteca, Ciudad de México                                           |                                                                            |
|                                                 | Estefanía Fuentes 10' · Nancy Antonio (Tigres) 73' | Reporte   | Lizbeth Ovalle 61' | Asistencia: 6,051 espectadores Árbitro(s): Antonio de Jesús Olalde Vázquez | Asistencia: 6,051 espectadores Árbitro(s): Antonio de Jesús Olalde Vázquez |
| Tigres califica a la final con un global de 4:2 |                                                    |           |                    |                                                                            |                                                                            |

#### Monterrey - Toluca
| 15 de abril de 2018, 18:00 | Toluca | 0:0     | Monterrey | Nemesio Diez, Toluca                                                        |                                                                             |
|                            |        | Reporte |           | Asistencia: 14,850 espectadores Árbitro(s): Francia María Gonzalez Martínez | Asistencia: 14,850 espectadores Árbitro(s): Francia María Gonzalez Martínez |

| 23 de abril de 2018, 19:00                         | Monterrey                                                              | 4:1 (1:1) | Toluca           | BBVA Bancomer, Monterrey                                          |                                                                   |
|                                                    | Diana Evangelista 11' 68' · Mónica Monsiváis 52' · Selena Castillo 93' | Reporte   | Kenya Téllez 20' | Asistencia: 10,180 espectadores Árbitro(s): Mario Terrazas Chávez | Asistencia: 10,180 espectadores Árbitro(s): Mario Terrazas Chávez |
| Monterrey califica a la final con un global de 4:1 |                                                                        |           |                  |                                                                   |                                                                   |

### Final

#### Monterrey - Tigres
| 27 de abril de 2018, 21:00 | Tigres                                                | 2:2 (1:2) | Monterrey                                 | Universitario, Nuevo León                                         |                                                                   |
|                            | Belén Cruz 11' · Vanessa Guadalupe López 90+3' (a.g.) | Reporte   | Rebeca Bernal 23' · Desiree Monsiváis 25' | Asistencia: 38,320 espectadores Árbitro(s): Mario Terrazas Chávez | Asistencia: 38,320 espectadores Árbitro(s): Mario Terrazas Chávez |

| 4 de mayo de 2018, 20:30                                                                  | Monterrey                                | 2:2 (0:1) | Tigres                                  | BBVA Bancomer, Monterrey                                                    |                                                                             |
|                                                                                           | Rebeca Bernal 49' · Norali Armenta 90+2' | Reporte   | Lizbeth Ovalle 18' · Katty Martínez 78' | Asistencia: 51,211 espectadores Árbitro(s): Eduardo Alberto Vázquez Aguilar | Asistencia: 51,211 espectadores Árbitro(s): Eduardo Alberto Vázquez Aguilar |
| Tigres se coronó campeón de la Liga MX Femenil en tanda de penales con un marcador de 4-2 |                                          |           |                                         |                                                                             |                                                                             |

*La tanda de penales se menciona en la sección "Final - Vuelta"*

#### Final - Ida[4]
| 29    | POR   | María Martínez      |     |
| 2     | DEF   | María Yokoyama      | 60' |
| 3     | DEF   | Jazmín Enrigue      |     |
| 13    | DEF   | Karen Luna          |     |
| 6     | DEF   | Nancy Antonio       |     |
| 7     | MED   | Liliana Mercado     |     |
| 8     | MED   | Christian Jaramillo |     |
| 11    | MED   | Nayeli Rangel       |     |
| 14    | MED   | Lizbeth Ovalle      |     |
| 17    | DEL   | Natalia Villarreal  |     |
| 18    | DEL   | Belén Cruz          | 79' |
| D. T. | D. T. | Osvaldo Batocletti  |     |

| 1     | POR   | Claudia Lozoya    |     |
| 2     | DEF   | Alexia Frías      | 75' |
| 4     | DEF   | Rebeca Bernal     | 82' |
| 7     | DEF   | Hilary García     |     |
| 16    | DEF   | Selena Castillo   |     |
| 19    | MED   | Mariana Cadena    |     |
| 26    | MED   | Valeria Valdez    |     |
| 28    | MED   | Vanessa Lopez     |     |
| 20    | MED   | Daniela Solís     |     |
| 8     | DEL   | Diana Evangelista |     |
| 9     | DEL   | Desirée Monsiváis | 92' |
| D. T. | D. T. | Héctor Becerra    |     |

| 19 | Delantero | Blanca Solís   | 60' |
| 10 | Delantero | Katty Martínez | 79' |

| 22 | Defensa        | Andrea Balderas | 75' |
| 13 | Centrocampista | Sofía Ochoa     | 82' |
| 25 | Centrocampista | Norali Armenta  | 92' |

| 11' · 93' (a.g.) | Belén Cruz Vanesa Guadalupe López | 1:0 2:2 |

| 23' · 25' | Rebeca Bernal Desiree Monsiváis | 1:1 1:2 |

| 21' | Valeria Valdéz |

| Principal  | Mario Terrazas Chávez              |
| Asistentes | Rodrigo Alejandro Díaz Cid         |
|            | Brianda Guadalupe Hernández Zavala |
| Cuarto     | Priscila Eritzel Pérez Borja       |

|                    |     |     |
| Tiros              | 9   | 7   |
| Tiros a puerta     | 2   | 1   |
| Faltas             | 5   | 5   |
| Saques de esquina  | 4   | 1   |
| Penaltis           | 0   | 1   |
| Fueras de juego    | 3   | 1   |
| Posesión del balón | 55% | 45% |

| Alineación inicial |

| 29    | POR   | María Martínez      |     |
| 2     | DEF   | María Yokoyama      | 60' |
| 3     | DEF   | Jazmín Enrigue      |     |
| 13    | DEF   | Karen Luna          |     |
| 6     | DEF   | Nancy Antonio       |     |
| 7     | MED   | Liliana Mercado     |     |
| 8     | MED   | Christian Jaramillo |     |
| 11    | MED   | Nayeli Rangel       |     |
| 14    | MED   | Lizbeth Ovalle      |     |
| 17    | DEL   | Natalia Villarreal  |     |
| 18    | DEL   | Belén Cruz          | 79' |
| D. T. | D. T. | Osvaldo Batocletti  |     |

| 1     | POR   | Claudia Lozoya    |     |
| 2     | DEF   | Alexia Frías      | 75' |
| 4     | DEF   | Rebeca Bernal     | 82' |
| 7     | DEF   | Hilary García     |     |
| 16    | DEF   | Selena Castillo   |     |
| 19    | MED   | Mariana Cadena    |     |
| 26    | MED   | Valeria Valdez    |     |
| 28    | MED   | Vanessa Lopez     |     |
| 20    | MED   | Daniela Solís     |     |
| 8     | DEL   | Diana Evangelista |     |
| 9     | DEL   | Desirée Monsiváis | 92' |
| D. T. | D. T. | Héctor Becerra    |     |

| 19 | Delantero | Blanca Solís   | 60' |
| 10 | Delantero | Katty Martínez | 79' |

| 22 | Defensa        | Andrea Balderas | 75' |
| 13 | Centrocampista | Sofía Ochoa     | 82' |
| 25 | Centrocampista | Norali Armenta  | 92' |

| 11' · 93' (a.g.) | Belén Cruz Vanesa Guadalupe López | 1:0 2:2 |

| 23' · 25' | Rebeca Bernal Desiree Monsiváis | 1:1 1:2 |

| 21' | Valeria Valdéz |

| Principal  | Mario Terrazas Chávez              |
| Asistentes | Rodrigo Alejandro Díaz Cid         |
|            | Brianda Guadalupe Hernández Zavala |
| Cuarto     | Priscila Eritzel Pérez Borja       |

|                    |     |     |
| Tiros              | 9   | 7   |
| Tiros a puerta     | 2   | 1   |
| Faltas             | 5   | 5   |
| Saques de esquina  | 4   | 1   |
| Penaltis           | 0   | 1   |
| Fueras de juego    | 3   | 1   |
| Posesión del balón | 55% | 45% |

| Alineación inicial |

| 29    | POR   | María Martínez      |     |
| 2     | DEF   | María Yokoyama      | 60' |
| 3     | DEF   | Jazmín Enrigue      |     |
| 13    | DEF   | Karen Luna          |     |
| 6     | DEF   | Nancy Antonio       |     |
| 7     | MED   | Liliana Mercado     |     |
| 8     | MED   | Christian Jaramillo |     |
| 11    | MED   | Nayeli Rangel       |     |
| 14    | MED   | Lizbeth Ovalle      |     |
| 17    | DEL   | Natalia Villarreal  |     |
| 18    | DEL   | Belén Cruz          | 79' |
| D. T. | D. T. | Osvaldo Batocletti  |     |

| 1     | POR   | Claudia Lozoya    |     |
| 2     | DEF   | Alexia Frías      | 75' |
| 4     | DEF   | Rebeca Bernal     | 82' |
| 7     | DEF   | Hilary García     |     |
| 16    | DEF   | Selena Castillo   |     |
| 19    | MED   | Mariana Cadena    |     |
| 26    | MED   | Valeria Valdez    |     |
| 28    | MED   | Vanessa Lopez     |     |
| 20    | MED   | Daniela Solís     |     |
| 8     | DEL   | Diana Evangelista |     |
| 9     | DEL   | Desirée Monsiváis | 92' |
| D. T. | D. T. | Héctor Becerra    |     |

| 19 | Delantero | Blanca Solís   | 60' |
| 10 | Delantero | Katty Martínez | 79' |

| 22 | Defensa        | Andrea Balderas | 75' |
| 13 | Centrocampista | Sofía Ochoa     | 82' |
| 25 | Centrocampista | Norali Armenta  | 92' |

| 11' · 93' (a.g.) | Belén Cruz Vanesa Guadalupe López | 1:0 2:2 |

| 23' · 25' | Rebeca Bernal Desiree Monsiváis | 1:1 1:2 |

| 21' | Valeria Valdéz |

| Principal  | Mario Terrazas Chávez              |
| Asistentes | Rodrigo Alejandro Díaz Cid         |
|            | Brianda Guadalupe Hernández Zavala |
| Cuarto     | Priscila Eritzel Pérez Borja       |

|                    |     |     |
| Tiros              | 9   | 7   |
| Tiros a puerta     | 2   | 1   |
| Faltas             | 5   | 5   |
| Saques de esquina  | 4   | 1   |
| Penaltis           | 0   | 1   |
| Fueras de juego    | 3   | 1   |
| Posesión del balón | 55% | 45% |

| Alineación inicial |

| 29    | POR   | María Martínez      |     |
| 2     | DEF   | María Yokoyama      | 60' |
| 3     | DEF   | Jazmín Enrigue      |     |
| 13    | DEF   | Karen Luna          |     |
| 6     | DEF   | Nancy Antonio       |     |
| 7     | MED   | Liliana Mercado     |     |
| 8     | MED   | Christian Jaramillo |     |
| 11    | MED   | Nayeli Rangel       |     |
| 14    | MED   | Lizbeth Ovalle      |     |
| 17    | DEL   | Natalia Villarreal  |     |
| 18    | DEL   | Belén Cruz          | 79' |
| D. T. | D. T. | Osvaldo Batocletti  |     |

| 1     | POR   | Claudia Lozoya    |     |
| 2     | DEF   | Alexia Frías      | 75' |
| 4     | DEF   | Rebeca Bernal     | 82' |
| 7     | DEF   | Hilary García     |     |
| 16    | DEF   | Selena Castillo   |     |
| 19    | MED   | Mariana Cadena    |     |
| 26    | MED   | Valeria Valdez    |     |
| 28    | MED   | Vanessa Lopez     |     |
| 20    | MED   | Daniela Solís     |     |
| 8     | DEL   | Diana Evangelista |     |
| 9     | DEL   | Desirée Monsiváis | 92' |
| D. T. | D. T. | Héctor Becerra    |     |

| 19 | Delantero | Blanca Solís   | 60' |
| 10 | Delantero | Katty Martínez | 79' |

| 22 | Defensa        | Andrea Balderas | 75' |
| 13 | Centrocampista | Sofía Ochoa     | 82' |
| 25 | Centrocampista | Norali Armenta  | 92' |

| 11' · 93' (a.g.) | Belén Cruz Vanesa Guadalupe López | 1:0 2:2 |

| 23' · 25' | Rebeca Bernal Desiree Monsiváis | 1:1 1:2 |

| 21' | Valeria Valdéz |

| Principal  | Mario Terrazas Chávez              |
| Asistentes | Rodrigo Alejandro Díaz Cid         |
|            | Brianda Guadalupe Hernández Zavala |
| Cuarto     | Priscila Eritzel Pérez Borja       |

|                    |     |     |
| Tiros              | 9   | 7   |
| Tiros a puerta     | 2   | 1   |
| Faltas             | 5   | 5   |
| Saques de esquina  | 4   | 1   |
| Penaltis           | 0   | 1   |
| Fueras de juego    | 3   | 1   |
| Posesión del balón | 55% | 45% |

| Alineación inicial |

#### Final - Vuelta[5]
| 1     | POR   | Claudia Lozoya    |     |
| 2     | DEF   | Alexa Frías       |     |
| 4     | DEF   | Rebeca Bernal     |     |
| 7     | DEF   | Hilary García     | 45' |
| 16    | DEF   | Selena Castillo   |     |
| 19    | MED   | Mariana Cadena    |     |
| 26    | MED   | Valeria Valdéz    |     |
| 28    | MED   | Vanessa López     | 64' |
| 8     | MED   | Diana Evangelista |     |
| 9     | DEL   | Desirée Monsiváis | 55' |
| 10    | DEL   | Dinora Garza      |     |
| D. T. | D. T. | Héctor Becerra    |     |

| 29    | POR   | María Martínez      |     |
| 3     | DEF   | Jazmín Enrigue      |     |
| 13    | DEF   | Karen Luna          |     |
| 6     | DEF   | Nancy Antonio       |     |
| 7     | DEF   | Liliana Mercado     |     |
| 8     | MED   | Christian Jaramillo |     |
| 11    | MED   | Lydia Rangel        |     |
| 14    | MED   | Lizbeth Ovalle      |     |
| 17    | MED   | Natalia Villarreal  |     |
| 18    | DEL   | Belén Cruz          | 74' |
| 19    | DEL   | Blanca Solís        | 86' |
| D. T. | D. T. | Osvaldo Batocletti  |     |

| 25 | Centrocampista | Norali Armenta   | 45' |
| 11 | Delantero      | Pamela Verdirame | 55' |
| 22 | Defensa        | Andrea Balderas  | 64' |

| 10 | Delantero | Katty Martínez  | 74' |
| 30 | Delantero | Alison González | 86' |

| 49' · 90+2' | Rebeca Bernal Norali Armenta | 1:1 2:2 |

| 18' · 78' | Lizbeth Ovalle Katty Martínez | 0:1 1:2 |

| No · Sí · Sí · No | Rebeca Bernal Dinora Lizeth Garza Selena Carolina Castillo Norali Armenta | 0:0 1:1 2:2 2:3 |

| Sí · Sí · Sí · Sí | Lydia Nayeli Rangel Nancy Guadalupe Antonio Natalia Villarreal Liliana Mercado | 0:1 1:2 2:3 2:4 |

| 48' · 90+2' | María de los Ángeles Martínez Katty Martínez |

| Principal  | Eduardo Alberto Vázquez Aguilar     |
| Asistentes | Angel Francisco Hernández Alcantara |
|            | Jessica Fernández Morales Morales   |
| Cuarto     | Antonio de Jesús Olalde Vázquez     |

|                    |     |     |
| Tiros              | 4   | 3   |
| Tiros a puerta     | 1   | 0   |
| Faltas             | 4   | 5   |
| Saques de esquina  | 3   | 2   |
| Penaltis           | 0   | 0   |
| Fueras de juego    | 1   | 2   |
| Posesión del balón | 51% | 49% |

| Alineación inicial |

| 1     | POR   | Claudia Lozoya    |     |
| 2     | DEF   | Alexa Frías       |     |
| 4     | DEF   | Rebeca Bernal     |     |
| 7     | DEF   | Hilary García     | 45' |
| 16    | DEF   | Selena Castillo   |     |
| 19    | MED   | Mariana Cadena    |     |
| 26    | MED   | Valeria Valdéz    |     |
| 28    | MED   | Vanessa López     | 64' |
| 8     | MED   | Diana Evangelista |     |
| 9     | DEL   | Desirée Monsiváis | 55' |
| 10    | DEL   | Dinora Garza      |     |
| D. T. | D. T. | Héctor Becerra    |     |

| 29    | POR   | María Martínez      |     |
| 3     | DEF   | Jazmín Enrigue      |     |
| 13    | DEF   | Karen Luna          |     |
| 6     | DEF   | Nancy Antonio       |     |
| 7     | DEF   | Liliana Mercado     |     |
| 8     | MED   | Christian Jaramillo |     |
| 11    | MED   | Lydia Rangel        |     |
| 14    | MED   | Lizbeth Ovalle      |     |
| 17    | MED   | Natalia Villarreal  |     |
| 18    | DEL   | Belén Cruz          | 74' |
| 19    | DEL   | Blanca Solís        | 86' |
| D. T. | D. T. | Osvaldo Batocletti  |     |

| 25 | Centrocampista | Norali Armenta   | 45' |
| 11 | Delantero      | Pamela Verdirame | 55' |
| 22 | Defensa        | Andrea Balderas  | 64' |

| 10 | Delantero | Katty Martínez  | 74' |
| 30 | Delantero | Alison González | 86' |

| 49' · 90+2' | Rebeca Bernal Norali Armenta | 1:1 2:2 |

| 18' · 78' | Lizbeth Ovalle Katty Martínez | 0:1 1:2 |

| No · Sí · Sí · No | Rebeca Bernal Dinora Lizeth Garza Selena Carolina Castillo Norali Armenta | 0:0 1:1 2:2 2:3 |

| Sí · Sí · Sí · Sí | Lydia Nayeli Rangel Nancy Guadalupe Antonio Natalia Villarreal Liliana Mercado | 0:1 1:2 2:3 2:4 |

| 48' · 90+2' | María de los Ángeles Martínez Katty Martínez |

| Principal  | Eduardo Alberto Vázquez Aguilar     |
| Asistentes | Angel Francisco Hernández Alcantara |
|            | Jessica Fernández Morales Morales   |
| Cuarto     | Antonio de Jesús Olalde Vázquez     |

|                    |     |     |
| Tiros              | 4   | 3   |
| Tiros a puerta     | 1   | 0   |
| Faltas             | 4   | 5   |
| Saques de esquina  | 3   | 2   |
| Penaltis           | 0   | 0   |
| Fueras de juego    | 1   | 2   |
| Posesión del balón | 51% | 49% |

| Alineación inicial |

| 1     | POR   | Claudia Lozoya    |     |
| 2     | DEF   | Alexa Frías       |     |
| 4     | DEF   | Rebeca Bernal     |     |
| 7     | DEF   | Hilary García     | 45' |
| 16    | DEF   | Selena Castillo   |     |
| 19    | MED   | Mariana Cadena    |     |
| 26    | MED   | Valeria Valdéz    |     |
| 28    | MED   | Vanessa López     | 64' |
| 8     | MED   | Diana Evangelista |     |
| 9     | DEL   | Desirée Monsiváis | 55' |
| 10    | DEL   | Dinora Garza      |     |
| D. T. | D. T. | Héctor Becerra    |     |

| 29    | POR   | María Martínez      |     |
| 3     | DEF   | Jazmín Enrigue      |     |
| 13    | DEF   | Karen Luna          |     |
| 6     | DEF   | Nancy Antonio       |     |
| 7     | DEF   | Liliana Mercado     |     |
| 8     | MED   | Christian Jaramillo |     |
| 11    | MED   | Lydia Rangel        |     |
| 14    | MED   | Lizbeth Ovalle      |     |
| 17    | MED   | Natalia Villarreal  |     |
| 18    | DEL   | Belén Cruz          | 74' |
| 19    | DEL   | Blanca Solís        | 86' |
| D. T. | D. T. | Osvaldo Batocletti  |     |

| 25 | Centrocampista | Norali Armenta   | 45' |
| 11 | Delantero      | Pamela Verdirame | 55' |
| 22 | Defensa        | Andrea Balderas  | 64' |

| 10 | Delantero | Katty Martínez  | 74' |
| 30 | Delantero | Alison González | 86' |

| 49' · 90+2' | Rebeca Bernal Norali Armenta | 1:1 2:2 |

| 18' · 78' | Lizbeth Ovalle Katty Martínez | 0:1 1:2 |

| No · Sí · Sí · No | Rebeca Bernal Dinora Lizeth Garza Selena Carolina Castillo Norali Armenta | 0:0 1:1 2:2 2:3 |

| Sí · Sí · Sí · Sí | Lydia Nayeli Rangel Nancy Guadalupe Antonio Natalia Villarreal Liliana Mercado | 0:1 1:2 2:3 2:4 |

| 48' · 90+2' | María de los Ángeles Martínez Katty Martínez |

| Principal  | Eduardo Alberto Vázquez Aguilar     |
| Asistentes | Angel Francisco Hernández Alcantara |
|            | Jessica Fernández Morales Morales   |
| Cuarto     | Antonio de Jesús Olalde Vázquez     |

|                    |     |     |
| Tiros              | 4   | 3   |
| Tiros a puerta     | 1   | 0   |
| Faltas             | 4   | 5   |
| Saques de esquina  | 3   | 2   |
| Penaltis           | 0   | 0   |
| Fueras de juego    | 1   | 2   |
| Posesión del balón | 51% | 49% |

| Alineación inicial |

| 1     | POR   | Claudia Lozoya    |     |
| 2     | DEF   | Alexa Frías       |     |
| 4     | DEF   | Rebeca Bernal     |     |
| 7     | DEF   | Hilary García     | 45' |
| 16    | DEF   | Selena Castillo   |     |
| 19    | MED   | Mariana Cadena    |     |
| 26    | MED   | Valeria Valdéz    |     |
| 28    | MED   | Vanessa López     | 64' |
| 8     | MED   | Diana Evangelista |     |
| 9     | DEL   | Desirée Monsiváis | 55' |
| 10    | DEL   | Dinora Garza      |     |
| D. T. | D. T. | Héctor Becerra    |     |

| 29    | POR   | María Martínez      |     |
| 3     | DEF   | Jazmín Enrigue      |     |
| 13    | DEF   | Karen Luna          |     |
| 6     | DEF   | Nancy Antonio       |     |
| 7     | DEF   | Liliana Mercado     |     |
| 8     | MED   | Christian Jaramillo |     |
| 11    | MED   | Lydia Rangel        |     |
| 14    | MED   | Lizbeth Ovalle      |     |
| 17    | MED   | Natalia Villarreal  |     |
| 18    | DEL   | Belén Cruz          | 74' |
| 19    | DEL   | Blanca Solís        | 86' |
| D. T. | D. T. | Osvaldo Batocletti  |     |

| 25 | Centrocampista | Norali Armenta   | 45' |
| 11 | Delantero      | Pamela Verdirame | 55' |
| 22 | Defensa        | Andrea Balderas  | 64' |

| 10 | Delantero | Katty Martínez  | 74' |
| 30 | Delantero | Alison González | 86' |

| 49' · 90+2' | Rebeca Bernal Norali Armenta | 1:1 2:2 |

| 18' · 78' | Lizbeth Ovalle Katty Martínez | 0:1 1:2 |

| No · Sí · Sí · No | Rebeca Bernal Dinora Lizeth Garza Selena Carolina Castillo Norali Armenta | 0:0 1:1 2:2 2:3 |

| Sí · Sí · Sí · Sí | Lydia Nayeli Rangel Nancy Guadalupe Antonio Natalia Villarreal Liliana Mercado | 0:1 1:2 2:3 2:4 |

| 48' · 90+2' | María de los Ángeles Martínez Katty Martínez |

| Principal  | Eduardo Alberto Vázquez Aguilar     |
| Asistentes | Angel Francisco Hernández Alcantara |
|            | Jessica Fernández Morales Morales   |
| Cuarto     | Antonio de Jesús Olalde Vázquez     |

|                    |     |     |
| Tiros              | 4   | 3   |
| Tiros a puerta     | 1   | 0   |
| Faltas             | 4   | 5   |
| Saques de esquina  | 3   | 2   |
| Penaltis           | 0   | 0   |
| Fueras de juego    | 1   | 2   |
| Posesión del balón | 51% | 49% |

| Alineación inicial |

| Campeón Clausura 2018 |
| --------------------- |
|                       |
| Tigres                |
| 1.º título            |

## Estadísticas

### Clasificación juego limpio
- Datos según la página oficial.
- Fecha de actualización: 10 de abril de 2018

| Lugar                                | Club                                 | Tarjeta amarilla | Segunda tarjeta amarilla y expulsión · Segunda tarjeta amarilla y expulsión | Tarjeta roja directa | Puntos   |
| ------------------------------------ | ------------------------------------ | ---------------- | --------------------------------------------------------------------------- | -------------------- | -------- |
| 1                                    | Monterrey                            | 8                | 0                                                                           | 0                    | 8        |
| 2                                    | Toluca                               | 6                | 0                                                                           | 1                    | 9        |
| 3                                    | Tigres UANL                          | 11               | 0                                                                           | 0                    | 11       |
| 4                                    | América                              | 8                | 0                                                                           | 1                    | 11       |
| 5                                    | Veracruz                             | 8                | 0                                                                           | 1                    | 11       |
| 6                                    | Atlas                                | 13               | 0                                                                           | 0                    | 13       |
| 7                                    | Tijuana                              | 14               | 0                                                                           | 0                    | 14       |
| 8                                    | León                                 | 14               | 0                                                                           | 0                    | 14       |
| 9                                    | Monarcas Morelia                     | 9                | 0                                                                           | 2                    | 15       |
| 10                                   | Pumas UNAM                           | 12               | 0                                                                           | 1                    | 15       |
| 11                                   | Guadalajara                          | 16               | 0                                                                           | 0                    | 16       |
| 12                                   | Santos Laguna                        | 13               | 0                                                                           | 1                    | 16       |
| 13                                   | Pachuca                              | 9                | 0                                                                           | 3                    | 18       |
| 14                                   | Necaxa                               | 15               | 0                                                                           | 1                    | 18       |
| 15                                   | Querétaro                            | 15               | 0                                                                           | 1                    | 18       |
| 16                                   | Cruz Azul                            | 20               | 0                                                                           | 2                    | 26       |
| Primera Tarjeta Amarilla             | Primera Tarjeta Amarilla             | 1 punto          | 1 punto                                                                     | 1 punto              | 1 punto  |
| Segunda Tarjeta Amarilla y Expulsión | Segunda Tarjeta Amarilla y Expulsión | 3 puntos         | 3 puntos                                                                    | 3 puntos             | 3 puntos |
| Tarjeta Roja Directa                 | Tarjeta Roja Directa                 | 3 puntos         | 3 puntos                                                                    | 3 puntos             | 3 puntos |

### Máximas Goleadoras
Lista con las máximas goleadoras del torneo.
- Datos según la página oficial.

Fecha de actualización: 10 de abril de 2018
| Posición | Jugadora                            | Club      | Goles | Minutos jugados | Anota cada  |
| -------- | ----------------------------------- | --------- | ----- | --------------- | ----------- |
| 1.º      | Lucero Ximena Cuevas Flores         | América   | 15    | 993             | 66.20 min.  |
| 2.º      | Mónica Desireé Monsiváis Salayandia | Monterrey | 10    | 834             | 83.40 min.  |
| 3.º      | Betzy Casandra Cuevas Araujo        | América   | 9     | 1104            | 122.67 min. |
| 4.º      | Esbeydi Viridiana Salazar Suaste    | Pachuca   | 8     | 844             | 105.50 min. |
| 5.º      | Lizbeth Ángeles Mercado             | Pachuca   | 8     | 1145            | 143.13 min. |
| 6.º      | Leticia Vázquez Ruíz                | León      | 8     | 1260            | 157.50 min. |
| 7.º      | Daniela Lizbeth Solis Contreras     | Monterrey | 7     | 716             | 102.29 min. |
| 8.º      | Dayana Joselyn Cazares Vera         | América   | 7     | 739             | 105.57 min. |
| 9.º      | Belén de Jesús Cruz Arzate          | Tigres    | 7     | 843             | 120.43 min. |
| 10.º     | Norali Armenta Tovar                | Monterrey | 7     | 895             | 127.86 min. |
| 11.º     | María Natalia Mauleón Piñón         | Toluca    | 7     | 934             | 133.43 min. |
| 12.º     | Zaira Carolina Miranda Jiménez      | Toluca    | 7     | 1055            | 175.83 min. |
| 13.º     | Mónica Ocampo Medina                | Pachuca   | 6     | 955             | 159.17 min. |
| 14.º     | Rebeca Bernal Rodríguez             | Monterrey | 6     | 1260            | 210.00 min. |
| 15.º     | Dinora Lizbeth Garza Rodríguez      | Monterrey | 5     | 871             | 174.20 min. |

#### Hat-Trickso más
| Jugadora                        | Club      | Local     | Resultado | Visita    | Goles           | Fecha                 | Jornada    |
| ------------------------------- | --------- | --------- | --------- | --------- | --------------- | --------------------- | ---------- |
| Lizbeth Ángeles Mercado         | Pachuca   | Morelia   | 1 - 7     | Pachuca   | 20' 41' 70'     | 3 de febrero de 2018  | Jornada 5  |
| Mónica Ocampo Medina            | Pachuca   | Toluca    | 0 - 3     | Pachuca   | 2' 87' 90'      | 19 de febrero de 2018 | Jornada 7  |
| Ana Paola López                 | UNAM      | UNAM      | 3 - 0     | Cruz Azul | 65' 72' 85'     | 24 de febrero de 2018 | Jornada 8  |
| Mónica Desiree Monsiváis        | Monterrey | León      | 2 - 4     | Monterrey | 33' 52' 73'     | 26 de febrero de 2018 | Jornada 8  |
| Leticia Vázquez Ruiz            | León      | León      | 4 - 1     | Atlas     | 23' 46' 74'     | 9 de marzo de 2018    | Jornada 10 |
| Lizbeth Ángeles Mercado         | Pachuca   | Pachuca   | 4 - 1     | Morelia   | 26' 57' 78'     | 26 de marzo de 2018   | Jornada 12 |
| Daniela Lizbeth Solis Contreras | Monterrey | Monterrey | 6 - 1     | Atlas     | 1' 21' 31'      | 26 de marzo de 2018   | Jornada 12 |
| Dayana Joselyn Cazares Vera     | América   | Morelia   | 1 - 12    | América   | 29' 55' 71'     | 2 de abril de 2018    | Jornada 13 |
| Lucero Ximena Cuevas Flores     | América   | Morelia   | 1 - 12    | América   | 38' 41' 69' 89' | 2 de abril de 2018    | Jornada 13 |

### Torneo Regular
- Primer gol de la temporada: Anotado por Katty Martínez (Tigres), minuto 62',  Necaxa 0-2 Tigres  (Jornada 1).

- Último gol de la temporada: Anotado por Liliana Mercado (Tigres), tanda de penales final de vuelta,  Monterrey (2) 2 - 2 (4) Tigres

- Gol más rápido: Anotado por Andrea Villalobos (Necaxa), 11 segundos,  Querétaro 4-1 Necaxa  (Jornada 12).

- Gol más tardío: Anotado por Reyna Velázquez (Cruz Azul), minuto 90+2',  Cruz Azul 1-0 UNAM  (Jornada 1).

- Mayor número de goles marcados en un partido: 13 goles,  Morelia 1-12 América  (Jornada 13).

- Mayor victoria de local:  Monterrey 8-0 Necaxa  (Jornada 4).

- Mayor victoria de visita:  Morelia 1-12 América  (Jornada 13).

### Rachas
- Mayor racha ganadora:  Monterrey, seis partidos consecutivos (Jornada 3 a la 8).

- Mayor racha invicta:  América, 13 partidos sin derrota (Jornada 2 a la 14).

- Mayor racha anotando:  América, anotó al menos un gol en cada uno de los 14 partidos de la temporada.

- Mayor racha sin anotar: 3 partidos  Morelia (Jornada 2 a la 4)

- Mayor racha perdiendo:  Atlas (Jornadas 2 a la 6 y 8 a la 12),  Cruz Azul (Jornadas 8 a la 12),  León (Jornadas 4 a la 8) y  Morelia (Jornadas 10 a la 14).

- Mayor racha empatando:  Veracruz, 5 partidos (Jornadas 6 a la 10).

- Mayor racha sin ganar:  Morelia, 14 partidos (Jornadas 1 a la 14).

## Asistencia
Lista con la asistencia de los partidos y equipos Liga MX Femenil. 
- Datos según la página oficial de la competición.

Fecha de actualización: 24 de abril de 2018

### Por jornada
| 1  | 13,661 | 1,708 | Querétaro vs Guadalajara (7,500) | Atlas vs Santos (500)        | Jornada 1  |
| 2  | 24,194 | 3,025 | Pachuca vs América (7,508)       | UNAM vs Tijuana (538)        | Jornada 2  |
| 3  | 10,333 | 1,292 | América vs Veracruz (1,664)      | Monterrey vs Querétaro (200) | Jornada 3  |
| 4  | 11,687 | 1,461 | Toluca vs Morelia (3,796)        | León vs Santos (200)         | Jornada 4  |
| 5  | 9,562  | 1,196 | Tijuana vs América (3,633)       | Cruz Azul vs Veracruz (115)  | Jornada 5  |
| 6  | 7,538  | 943   | Pachuca vs UNAM (3,000)          | Cruz Azul vs Tijuana (200)   | Jornada 6  |
| 7  | 30,643 | 3,831 | Tigres vs Monterrey (13,506)     | Atlas vs Querétaro (200)     | Jornada 7  |
| 8  | 22,243 | 2,781 | Toluca vs América (10,768)       | UNAM vs Cruz Azul (520)      | Jornada 8  |
| 9  | 7,315  | 915   | Monterrey vs Guadalajara (3,072) | Atlas vs Tigres (340)        | Jornada 9  |
| 10 | 15,767 | 1,971 | Toluca vs Tijuana (5,321)        | UNAM vs Morelia (485)        | Jornada 10 |
| 11 | 11,950 | 1,494 | Tigres vs Querétaro (3,450)      | Necaxa vs Monterrey (416)    | Jornada 11 |
| 12 | 28,705 | 3,589 | Pachuca vs Morelia (11,237)      | Veracruz vs Cruz Azul (320)  | Jornada 12 |
| 13 | 23,125 | 2,891 | Toluca vs Veracruz (8,795)       | Atlas vs Necaxa (8410)       | Jornada 13 |
| 14 | 12,282 | 1,536 | Pachuca vs Toluca (12,282)       | Veracruz vs Tijuana (243)    | Jornada 14 |

### Semifinales
| Semifinal Ida 1    | 45,205 | Nemesio Díez   | Toluca vs Monterrey | 14,856 |
| Semifinal Ida 2    | 45,205 | Universitario  | Tigres vs América   | 14,118 |
| Semifinal Vuelta 2 | 45,205 | Estadio Azteca | América vs Tigres   | 6,051  |
| Semifinal Vuelta 1 | 45,205 | BBVA Bancomer  | Monterrey vs Toluca | 10,180 |

### Final
| Final ida    | 89,531 | Universitario | Tigres vs Monterrey | 38,320 |
| Final vuelta | 89,531 | BBVA Bancomer | Monterrey vs Tigres | 51,211 |

### Por equipos
| Pos   | Equipo      | Total   | Promedio | Más alta | Más baja |
| ----- | ----------- | ------- | -------- | -------- | -------- |
| 1     | Toluca      | 50,520  | 7,217    | 10,768   | 3,796    |
| 2     | Pachuca     | 31,843  | 4,549    | 11,237   | 260      |
| 3     | Tigres      | 31,589  | 4,513    | 13,506   | 250      |
| 4     | León        | 17,100  | 2,443    | 8,000    | 200      |
| 5     | Querétaro   | 13,507  | 1,930    | 7,500    | 636      |
| 6     | América     | 13,457  | 1,922    | 4,240    | 427      |
| 7     | Santos      | 10,817  | 1,545    | 3,285    | 773      |
| 8     | Tijuana     | 10,231  | 1,462    | 3,633    | 733      |
| 9     | Morelia     | 10,186  | 1,455    | 2,218    | 950      |
| 10    | Guadalajara | 9,566   | 1,367    | 1,903    | 779      |
| 11    | Monterrey   | 7,286   | 1,041    | 3,072    | 200      |
| 12    | Necaxa      | 6,244   | 892      | 3,724    | 269      |
| 13    | Cruz Azul   | 4,664   | 666      | 1,758    | 115      |
| 14    | UNAM        | 4,426   | 632      | 940      | 485      |
| 15    | Veracruz    | 4,273   | 610      | 985      | 243      |
| 16    | Atlas       | 3,350   | 479      | 948      | 220      |
| Total | Total       | 229,059 | 2,045    | 13,506   | 115      |